# Hirsch (Beruf)
Unter einem Hirsch verstand man um die Wende des 19. zum 20. Jahrhundert einen ausgelernten Schneidergesellen, der bei einem Meister in Lohn und Brot (Kost und Logis) stand, aber aus Platzgründen nicht in dessen Werkstatt arbeitete. 
Stattdessen fertigte er in der Werkstatt eines anderen Meisters Werkstücke für seinen Meister und bediente sich dazu der Geräte (Nähmaschine, Bügeltisch, Bügelofen, Bügeleisen usw.) und Werkzeuge (Winkel, Bügeltuch, Tutscher usw.) seines Hausmeisters. Zu dieser Zeit unterschieden sich Gesellen (süddeutsch Gehilfen) von Arbeitern dadurch, dass sie mit eigenem Werkzeug (Scheren, Nähring) arbeiteten. Dieses Werkzeug wurde von den Wandergesellen mit auf die Wanderschaft genommen und war ihr persönliches Eigentum. Für die Unterstellung eines Hirsches zahlte der Meister dem Hausmeister eine Stellgebühr. 
Mit dem Zweiten Weltkrieg verschwanden die Hirsche. Diese Art der Beschäftigung war mehrheitlich in Städten verbreitet und ihre Notwendigkeit entstand durch die relativ hohen Mieten, insbesondere bei Etagenbetrieben, die nicht, wie die Zahl der Gesellen, der Auftragslage angeglichen werden konnten.